# Indonesia-1
L'Indonesia-1 est un ensemble de deux gratte-ciel de 303 mètres en construction à Jakarta en Indonésie. Leur achèvement est prévu pour 2021.